# Streetcore
Albums de Joe Strummer and The Mescaleros
Global a Go-Go
(2001)
Streetcore est le troisième et dernier album de Joe Strummer, toujours accompagné de son groupe The Mescaleros. Paru après la mort de ce dernier, l'album a été terminé par Martin Slattery et Scott Shields sans le frontman du groupe.

## Détail[Quoi ?]
Pour le groupe, cet album marque le passage de leur précédent travail aux genres assez divers vers un album au rock plus direct, rappelant les premières compositions de Joe Strummer avec les Clash
L'album commence avec la chanson Coma Girl, qui fut également le premier single extrait de cet album, et contient le dernier enregistrement studio de Strummer jouant de la guitare.
Parmi les autres titres majeurs de ce disque, on peut noter Long Shadow, chanson écrite à l'origine par Strummer pour Johnny Cash, Redemption Song, une reprise du tube mythique de Bob Marley et Silver and Gold, une reprise de Bobby Charles. Cette chanson est d'ailleurs la dernière de l'album et se termine par l'instruction de Strummer à l'ingénieur du son « OK, that's a take. ». La chanson, qui parle de profiter du meilleur de la vie avant que cela ne soit trop tard, est une fin poignante de cet album posthume de Joe Strummer.
En raison de la mort prématurée de Joe Strummer, la plupart des parties de chant sont de premières prises.
Midnight Jam est entièrement sans texte - à la place, des samples d'un show radio de Joe Strummer à la BBC sont mixés avec la musique. D'autres titres, tels que Redemption Song et Long Shadow furent enregistrés en acoustique avec le célèbre producteur Rick Rubin, et on ne sait pas si oui ou non ces chansons devaient à l'origine être présentes sur cet album studio.

## Chansons de l'album
1. Coma Girl  – 3:48 (Shields/Slattery/Strummer)
2. Get Down Moses  – 5:05 (Bullen/Shields/Slattery/Stafford/Strummer)
3. Long Shadow  – 3:34 (Bullen/Shields/Slattery/Stafford/Strummer)
4. Arms Aloft  – 3:47 (Bullen/Shields/Slattery/Stafford/Strummer)
5. Ramshackle Day Parade  – 4:02 (Bullen/Shields/Slattery/Stafford/Strummer)
6. Redemption Song  – 3:28 (Bob Marley)
7. All in a Day  – 4:55 (Saber/Strummer)
8. Burning Streets  – 4:32 (Shields/Slattery/Strummer)
9. Midnight Jam  – 5:50 (Bullen/Shields/Slattery/Stafford/Strummer)
10. Silver and Gold  – 2:38 (Dave Bartholomew, Antoine Domino, Robert Guidry)

## Musiciens
- Joe Strummer - chant, Fender Telecaster, samples
- Martin Slattery - synthétiseur, guitare, guitare électrique, orgue, Chamberlain Strings, tambourin, piano, piano électrique Wurlitzer, mellotron, batterie, percussion, saxophone ténor, chœurs
- Scott Shields - batterie, guitare acoustique, guitare, guitare basse, percussion, bottleneck, guitare électrique, synthétiseur, harmonica, Small Kit, cencerro, chœurs
- Simon Stafford - guitare basse, trombone, guitare, violoncelle, cornet à pistons, chœurs
- Luke Bullen - batterie, congas, boucles

### Invités
- Tymon Dogg - violon
- Josh Freese - batterie
- Smokey Hormel - guitare
- Rick Rubin - piano
- Peter Stewart - chœurs
- Benmont Tench - harmonium